# Didi Priyadi
Didi Priyadi es un músico y cantautor indonesio nacido en Yakarta, como guitarrista fue invitado para formar parte de una banda musical de género metal llamada Kekal. También formó parte de otras bandas como de género pop punk llamado Happy Day y de In Memoriam, este último que interpretaba el género metal gótico progresivo. Además dirige un sello discográfico llamado "Fullblast Music for Happy Day". 
Didi Priyadi también es miembro de otras bandas musicales como Cross and ELPAMAS y tiene su propio proyecto para iniciar su carrera en solitario.
Además de su trabajo con varias bandas musicales, Didi ha escrito y producido jingles de radio, como canciones de tema dirigido para empresas, como también compuso temas musicales para programas de televisión y producciones de teatro, también compuso para una banda sonora para una película de terror titulada "Enam".

## Discografía

### Con Kekal
- Road Trip to Acidity – 2005[2]
- Acidity - 2005
- The Habit of Fire – 2007

### Con Happy Day
- Na Na Na Na (single) – 2005
- Ini Musik Gue !! - 2006
- ANTHEM of THE UNSIGNED - 2008
- MAKSA - 2010

### Con In Memoriam
- Come Back to Life - 2009

### Con Cross
- Cross – (2000)
- Set Me Free – (2003)